# Tianhe-I
Tianhe-I, Tianhe-1 eller TH-1 (天河一号, dansk: Mælkevejen) er en kinesisk supercomputer, der har en ydeevne på over 2½ billiarder flops (floating point operations per second). 
Computeren, hvis første version blev præsenteret for offentligheden den 29. oktober 2009, er placeret på National Supercomputing Center of Tianjin i Tianjin i Kina, og det er en af ganske få computere i verden, der har ydeevne på over 1 petaflops.
I oktober 2010 satte en opgraderet udgave, Tianhe-1A, ny verdensrekord, som den overtog fra den amerikanske Jaguar-supercomputer på Oak Ridge National Laboratory, idet Tianhe-1A i en kørsel nåede 2,507 petaflops mod Jaguars bedste resultat på 1,75 petaflops.
Såvel Tianhe-1 som Tianhe-1A er udstyret med Linux.
Den hurtige udvikling inden for computerteknologi kan yderligere sættes i perspektiv af den videre udvikling inden for supercomputere, hvor en ny kinesisk supercomputer Tianhe-2 udviklet i 2013 af National Supercomputer Center in Guangzhou på Sun Yat-sen University i Guangzhou (tidligere Canton) i 2015 er verdens kraftigste med en ydeevne på 33,86 billiarder flops. Også denne supercomputer er udstyret med Linux.